# Sheldon Vanauken
Frank Sheldon Vanauken (4 de agosto de 1914–18 de octubre de 1996) fue un escritor estadounidense, conocido principalmente por su libro autobiográfico A Severe Mercy (1977), en el cual relata su amistad y la de su esposa con C.S. Lewis, así como la conversión de ambos al cristianismo. Vanauken publicó una secuela, Under the Mercy, en 1985.
Vanauken nació en DeKalb County, Indiana, siendo el mayor de dos hijos del conocido abogado Glenn Vanauken y su esposa Grace (Hanselman) Vanauken. Logró grados académicos de "Wabash College", Yale y Oxford. En el Wabash College dejó de usar el nombre de "Frank". Durante sus últimos años era conocido por sus amigos simplemente como "Van".